# Слоун, Нил
Нил Джеймс Александр Сло́ун (англ. Neil James Alexander Sloane; род. 10 октября 1939, Бомарис, Уэльс) — американский и английский математик. Его научные интересы лежат в области теории кодирования, комбинаторики и задач упаковки шаров. Наиболее известен как создатель онлайновой Энциклопедии целочисленных последовательностей.

## Биография
Родился в Уэльсе, учился в Австралии и США. Степень бакалавра получил в 1960 году в университете Мельбурна. В 1967 году получил степень Ph.D. в области электротехники в Корнеллском университете и стал ассистентом кафедры электротехники. С 1968 года вплоть до ухода на пенсию в 2012 году работал в AT&T Bell Labs.
Его число Эрдёша равно 2, так как он написал статью Sphere Packings, Lattices and Groups в соавторстве с Джоном Конвеем, также у него есть статьи, написанные совместно с рядом других соавторов Эрдёша.
Увлекается альпинизмом. Регулярно появляется на YouTube-канале Numberphile.

## Награды и премии
- Премия Шовене[англ.] (1979)
- Премия Шеннона (1998)
- Медаль Ричарда Хэмминга (2005)
- Премия Дьёрдя Пойа[англ.] (2013)
- Член Национальной инженерной академии США с 1998 года[5]
- Членом Американского математического общества c 2012 года[6].

## Некоторые публикации
- Слоэн Н. Дж. А. Упаковка шаров // В мире науки. — 1984. — № 3. — С. 72-82.